# 더 폴 (밴드)
더 폴(The Fall)은 잉글랜드의 포스트 펑크 밴드이다. 사실상은 해체되었다.